# Manuel Pessanha

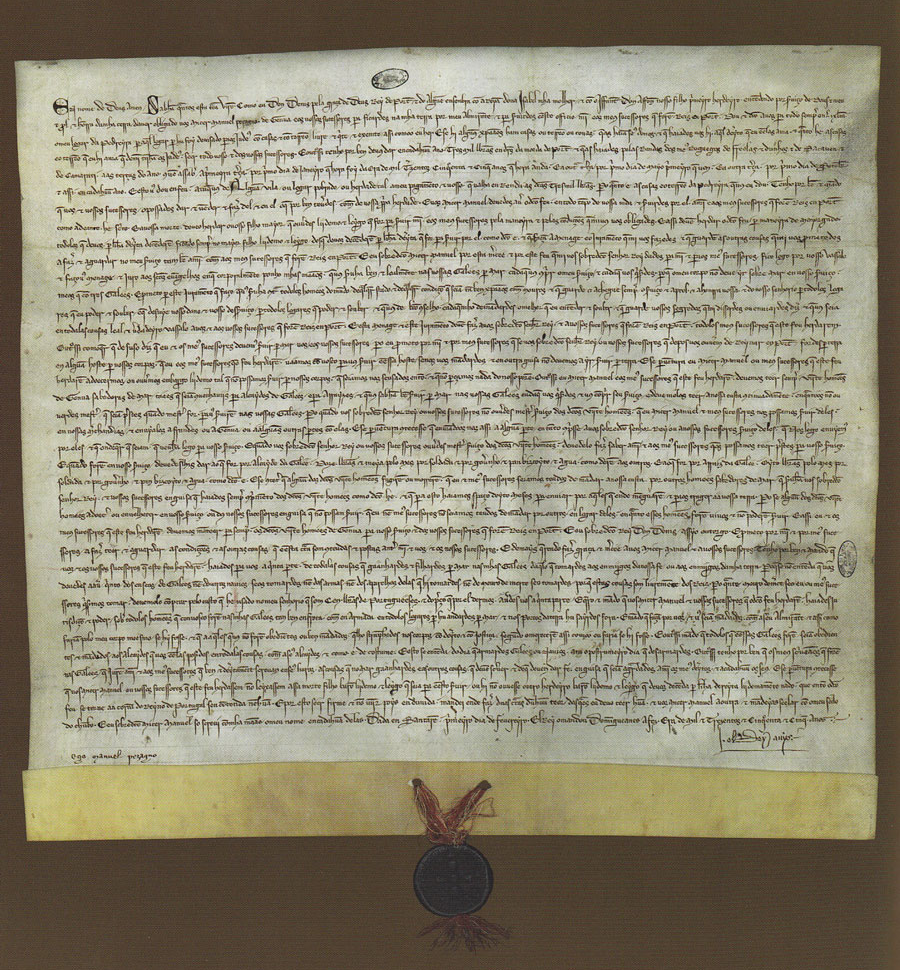
Royal charter van koning Dionysius, gedateerd op 1 februari 1317, waarmee Manuel Pessanha uit Genua als eerste admiraal van Portugal werd aangesteld

Manuel Pessanha (in het Portugees) of Emanuele Pessagno (in het Italiaans) (ca.1285 - ca.1350) was de eerste admiraal van de Portugese zeemacht en daarmee een aanzet tot de ontdekkingsreizen van Portugal.

## Context
Begin 14de eeuw kwamen verschillende vooruitstrevende krachten samen. Koning Dionysius kan beschouwd worden als grondlegger van het Portugees Imperium, hij was op vele vlakken een hervormer. De Republiek Genua was begin 14de eeuw op het hoogtepunt van zijn macht. De broer van Manuel, Antonio Pessagno, was grootbankier en kind aan huis aan het hof van Eduard II van Engeland.
Op 1 februari 1317 werd Manuel met een royal charter aangesteld tot admiraal van de zeemacht, zijn opdracht was de vloot te vernieuwen, om de heersende piraterij de baas te kunnen. Later toen de vloot sterk genoeg was, werd die ingezet om oorlog te voeren. Tijdens de Zeeslag bij Kaap Sint-Vincent (1337) werd hij gevangengenomen en twee jaar later terug vrijgelaten. Hij was ook actief tijdens de Slag bij Salado in 1340, een coalitie Portugal-Castilië tegen het Koninkrijk Granada.
Hij werd geprezen door Paus Benedictus XII voor zijn strijd in de reconquista. Na zijn dood werd zijn titel erfelijk.